# デイ&ナイト
『デイ&ナイト』（Day & Night）はアメリカ合衆国のピクサー・アニメーション・スタジオが製作するフルCGの短編アニメーション映画。ディズニーデジタル3-Dによる3D映画。『トイ・ストーリー3』と同時上映された。
ピクサーのアニメーションとしては珍しく、2Dと3Dを融合させた実験的な作品。

## 概要
性格の違う二人が出会い、互いの状態が3Dの映像と共に様々な擬音で表現されていく。
果たして2人の行き着く結末は…

## 賞歴
- 第38回アニー賞短編アニメ映画賞受賞

## トリビア
カーズのラジエーター・スプリングス・ドライブインシアターらしき建物が登場する。

## スタッフ
- 監督: テディ・ニュートン
- 製作: ケビン・レハー
- 製作総指揮: ジョン・ラセター
- ストーリー・スーパーバイザー: カレン・パイク
- 音楽: マイケル・ジアッキーノ
- ラジオの声: ウエイン・ダイアー（日本語吹替: 根本泰彦）